# Figura serpentinata

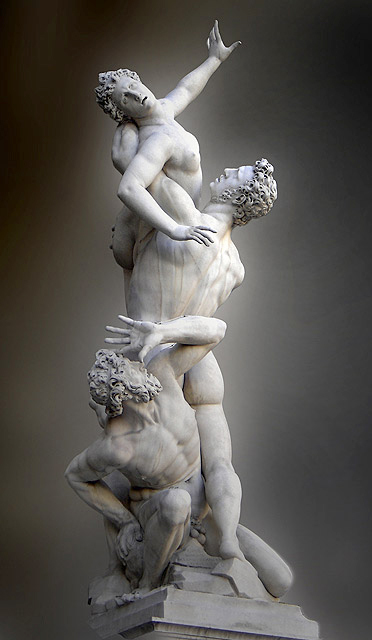
Giambologna, Porwanie Sabinek, 1574–1582

Figura serpentinata – w sztukach plastycznych układ postaci charakteryzujący się silnym, czasem wręcz nienaturalnym, skręceniem ciała, mający na celu nadanie jej lekkości i dynamiki. Taka forma upowszechniła się w manieryzmie włoskim. Do przykładowych dzieł wykorzystujących taki schemat należą rzeźby Jeana de Boulogne (Giambologni) (m.in. Porwanie Sabinek, Samson i Filistyn, Alegoria architektury). Spiralny układ ciała swoją genezą sięga antyku, głównie sztuki starożytnej Grecji (np. Dyskobol dłuta Myrona), był również chętnie stosowany w baroku (np. Dawid Gianlorenza Berniniego).